# Protais Zigiranyirazo
Protais Zigiranyirazo, född 1938, allmänt kallad Monsieur Zed (Mr Z), är en hutu-rwandisk affärsman och politiker. Han var tidigare guvernör i Ruhengeri-prefekturen i nordvästra Rwanda.
När Dian Fossey, en känd amerikansk etolog och primatolog, hittades mördad 1985 nära Karisoke forskningsstation, provinsen Ruhengeri, misstänktes att Zigiranyirazo låg bakom mordet.
Under åren 1990–1993 studerade han vid Québecs universitetet, Montréal. Han utvisades 1993 från Kanada sedan han uttalat dödshot mot två tutsier, som levde som flyktingar i Kanada. Han återvände då till Rwanda och deltog i förföljelsen och morden på tutsier 1994. Han lät sätta upp vägspärrar och instruerade militärer och milis från Interahamwe att alla tutsier som passerade skulle dödas. 
Han bosatte sig sedan i Nairobi, Kenya. 2001 greps han på flygplatsen i Bryssel  då han reste med falskt pass.
Internationella Rwandatribunalen dömde honom den 18 december 2008 till fängelse i 20 år. Han kunde tillgodoräkna att han då suttit häktad sammanlagt sju år.
Han frikändes efter överklagan 2009 på grund av felaktigheter i den tidigare domen.